# Volker Engel
Volker Engel (17 de fevereiro de 1965) é um especialista em efeitos visuais alemão-estadunidense. Venceu o Oscar de melhores efeitos visuais na edição de 1997 por Independence Day, ao lado de Douglas Smith, Clay Pinney e Joe Viskocil.